# Dorfilm
Dorfilm ist ein kleines Dorf inmitten des Thüringer Schiefergebirges mit etwa 130 Einwohnern (Stand 2018). Es ist ein Ortsteil der Stadt Leutenberg im Landkreis Saalfeld-Rudolstadt.

## Geografie
Der Ort befindet sich etwas abgelegen von größeren Straßen. Dorfilm liegt jedoch nicht direkt am Ilmbach, der in Leutenberg in die Sormitz fließt, sondern in einem Nebental, dessen Wasser in den Lothrabach und somit in den Hohenwarte-Stausee führt.

## Geologie
Geologisch befindet sich die Gemarkung des Ortes im Südostthüringer Schiefergebirge. Diese Böden sind durch den hohen Feinerdeanteil und den hohen Humusgehalt sehr ertragreich und -sicher. Quellmulden sowie schmale Tallagen der Bäche sind typische Grünlandstandorte. Ackerbau wird auf plateauartigen Geländerücken. welligen Ebenen und Flachhängen begünstigt. Auf sonstigen Lagen überwiegt die forstliche Nutzung.

## Geschichte
Erstmals urkundlich erwähnt wurde der Ort am 21. Februar im Jahr 1125, was wahrscheinlich sogar der tatsächlichen Gründungszeit recht nahekommt. Es wird angenommen, dass der Ort vom Saalfelder Kloster aus gegründet wurde. Der Ort gehörte zur Grafschaft Schwarzburg-Leutenberg und nach dessen Erlöschen von 1564 bis 1918 zur Oberherrschaft der Grafschaft bzw. des Fürstentums Schwarzburg-Rudolstadt.

## Wappen
Das Ortswappen zeigt drei Tulpen.

## Kulturdenkmal
Die Kirche des Ortes ist als Kulturdenkmal eingetragen, ebenso der Pfarrhof im Haus Nummer 35.
(siehe auch Liste der Kulturdenkmale in Leutenberg)

## Persönlichkeiten
- Bruno Mahn (* 3. Dezember 1887 in Dorfilm), Kapitän zur See der Kriegsmarine
- Cornelia Klier (* 19. März 1957 in Dorfilm als Cornelia Bügel), ehemalige Ruderin